# Amaninatakilebte
Amaninatakilebte foi o Décimo Quinto Rei da Dinastia Napata do Reino de Cuxe que governou de 538 a 519 a.C., foi o sucessor de Analmaaye. Após seu entronamento tomou o nome real de Aachepere (Ra é aquele cujas manifestações são grandes).  

## Histórico
Amaninatakilebte (também grafado Amani-nataki-lebte , Amaninatakelebte , Netaklatathamen ) foi filho de Analmaaye
De acordo com Heródoto, o rei persa Cambises II (r. 530 - 522 a.C.), tentou uma invasão a Meroé por volta de 525 a.C. durante o reinado de Amaninatakilebte. A campanha persa chegou a entrincheirar-se no deserto, mas antes disso Cambises mandou espiões para Meroé para ver se a Mesa do Deus Sol estava localizada nas terras de Cuxe. Dizia-se que esta mesa ficava numa pradaria perto de uma cidade, presumivelmente Meroé e e que os sacerdotes a enchiam com assados todas as noites, para que todos os que quisessem ir até lá pudessem comer. Os espiões foram até o local da mesa e a outros lugares interessantes e depois retornaram até Cambises levando um presente de Amaninatakilebte, um arco, e um conselho, que Cambises só voltasse a Meroé se conseguisse tensionar o arco. Acredita-se que a invasão foi abortada por Cambises que voltou a seu palácio. 
Amaninatakilebte foi enterrado na necrópole de Nuri. Sua pirâmide é a de nº 10. 